# Ziemięcice (gromada)
Ziemięcice – dawna gromada, czyli najmniejsza jednostka podziału terytorialnego Polskiej Rzeczypospolitej Ludowej w latach 1954–1972.
Gromady, z gromadzkimi radami narodowymi (GRN) jako organami władzy najniższego stopnia na wsi, funkcjonowały od reformy reorganizującej administrację wiejską przeprowadzonej jesienią 1954 do momentu ich zniesienia z dniem 1 stycznia 1973, tym samym wypierając organizację gminną w latach 1954–1972.
Gromadę Ziemięcice z siedzibą GRN w Ziemięcicach utworzono – jako jedną z 8759 gromad na obszarze Polski – w powiecie gliwickim w woj. stalinogrodzkim, na mocy uchwały nr 18/54 WRN w Stalinogrodzie z dnia 5 października 1954. W skład jednostki weszły obszary dotychczasowych gromad Przezchlebie, Świętoszowice i Ziemięcice ze zniesionej gminy Kamieniec w tymże powiecie. Dla gromady ustalono 27 członków gromadzkiej rady narodowej.
20 grudnia 1956 województwo stalinogrodzkie przemianowano (z powrotem) na katowickie.
31 grudnia 1960 z gromady Ziemięcice wyłączono niektóre parcele (karty map 1, 2 i 3) z obrębu katastralnego Świętoszowskie, włączając je do miasta Zabrza (miasto na prawach powiatu) w tymże województwie.
31 grudnia 1961 do gromady Ziemięcice włączono obszar zniesionej gromady Czekanów w tymże powiecie.
Gromada przetrwała do końca 1972 roku, czyli do kolejnej reformy gminnej.